# Oloron (Pyrénées-Atlantiques)
Pour les articles homonymes, voir Oloron.
Oloron est une ancienne commune française du département des Pyrénées-Atlantiques. Le 18 mai 1858, la commune fusionne avec Sainte-Marie-Legugnon pour former la nouvelle commune d'Oloron-Sainte-Marie.

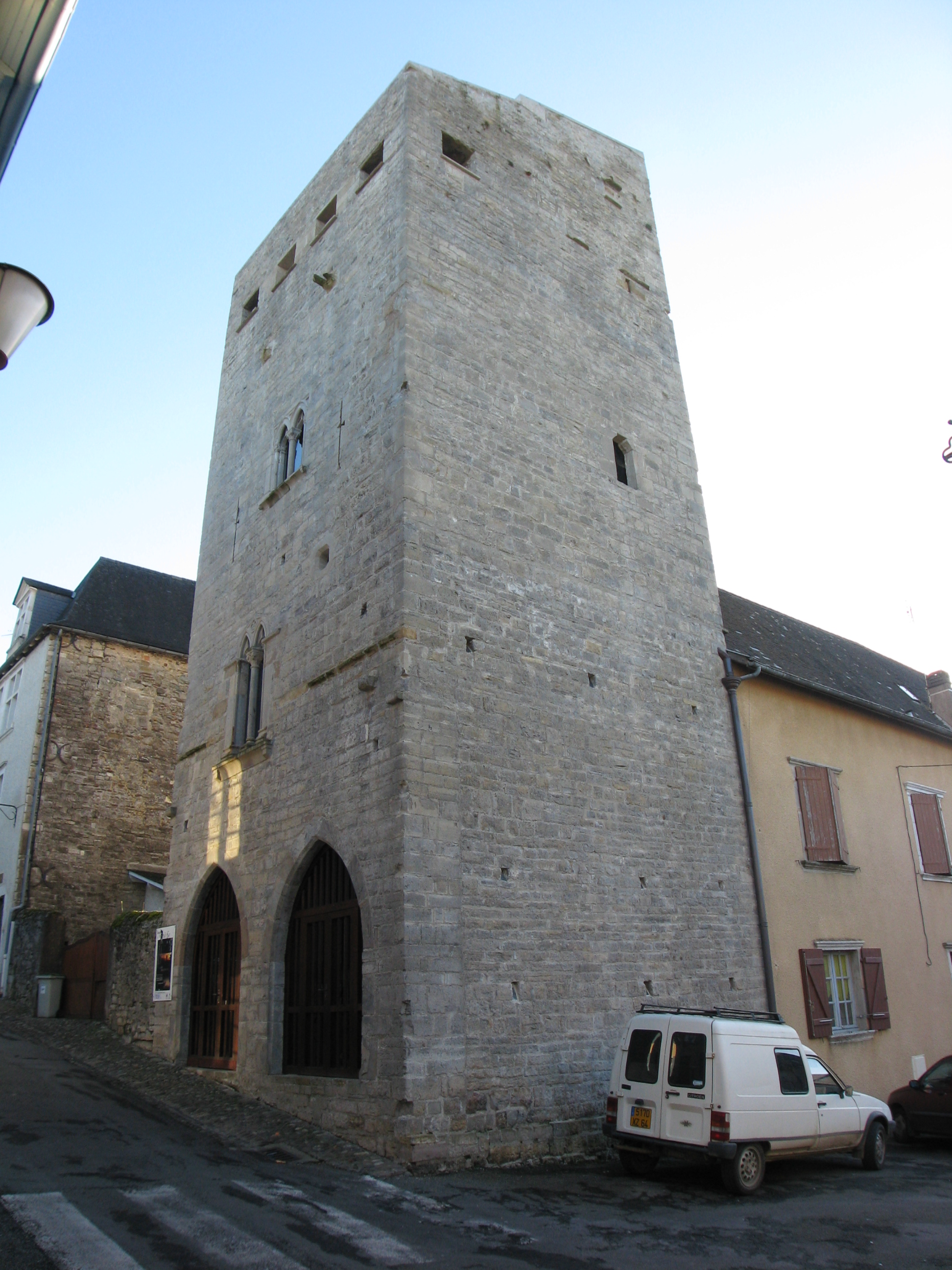
Tour de Grède au quartier Sainte-Croix.

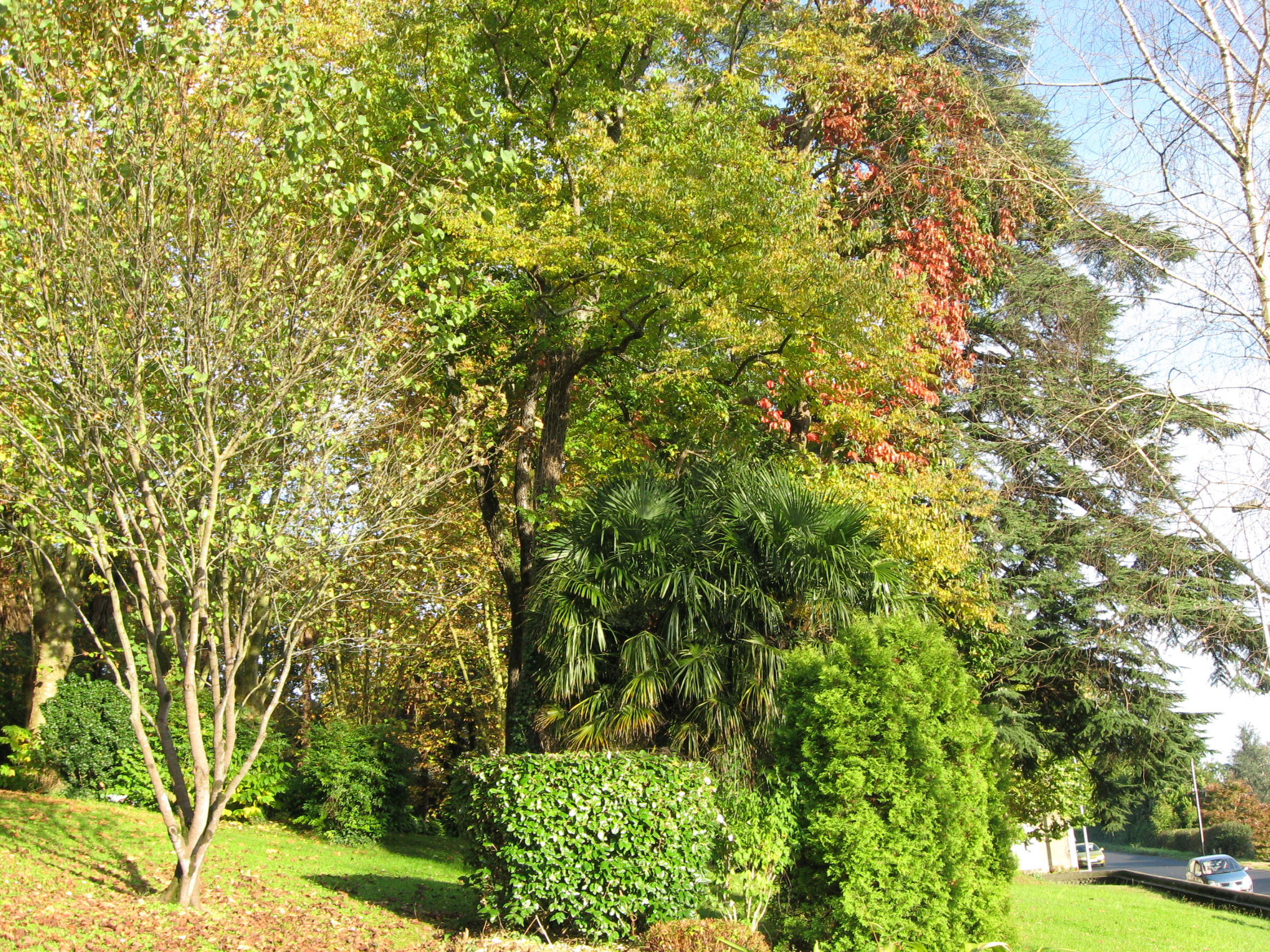
Vue partielle du parc Pommé.

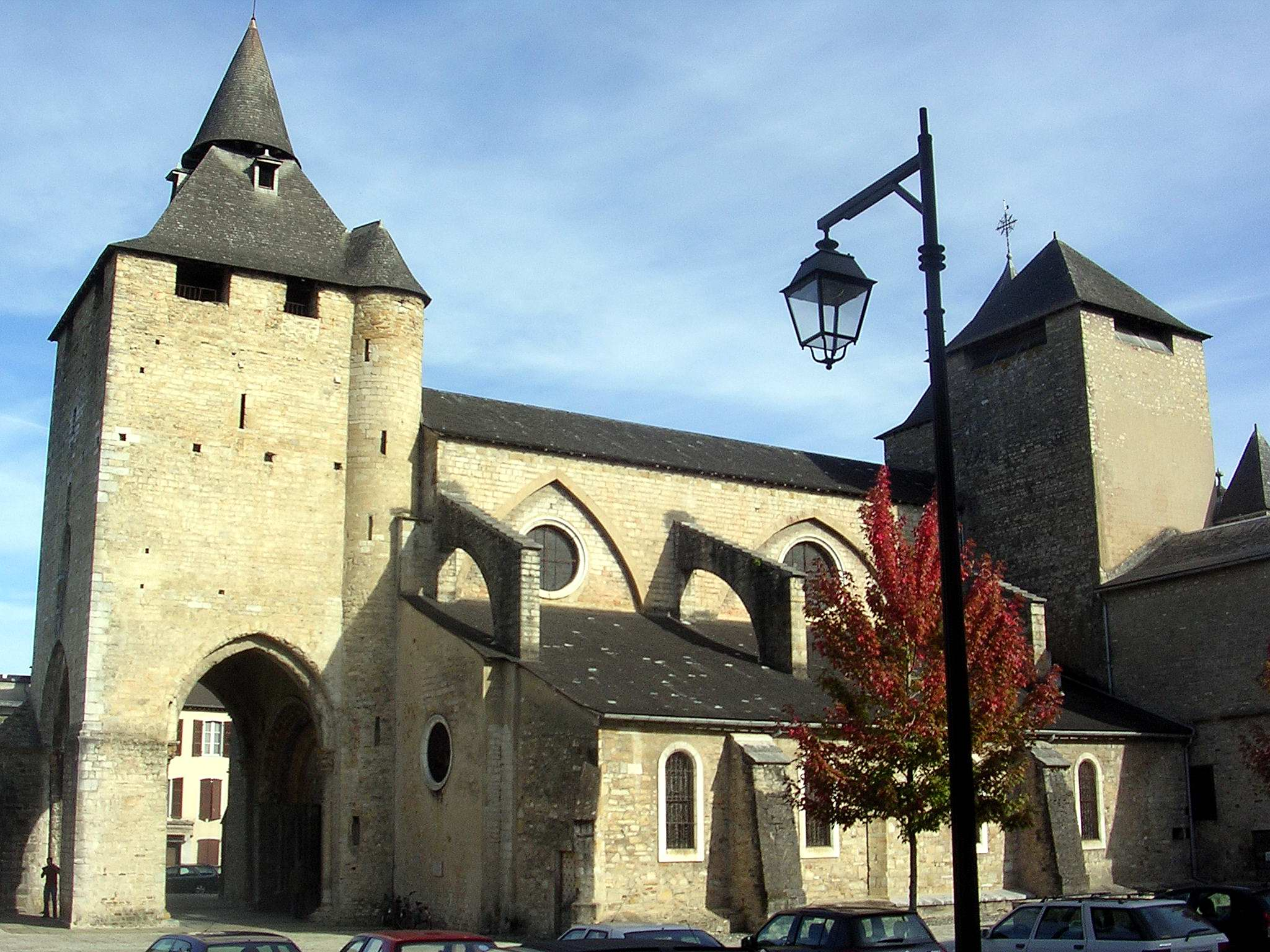
Cathédrale Sainte-Marie.

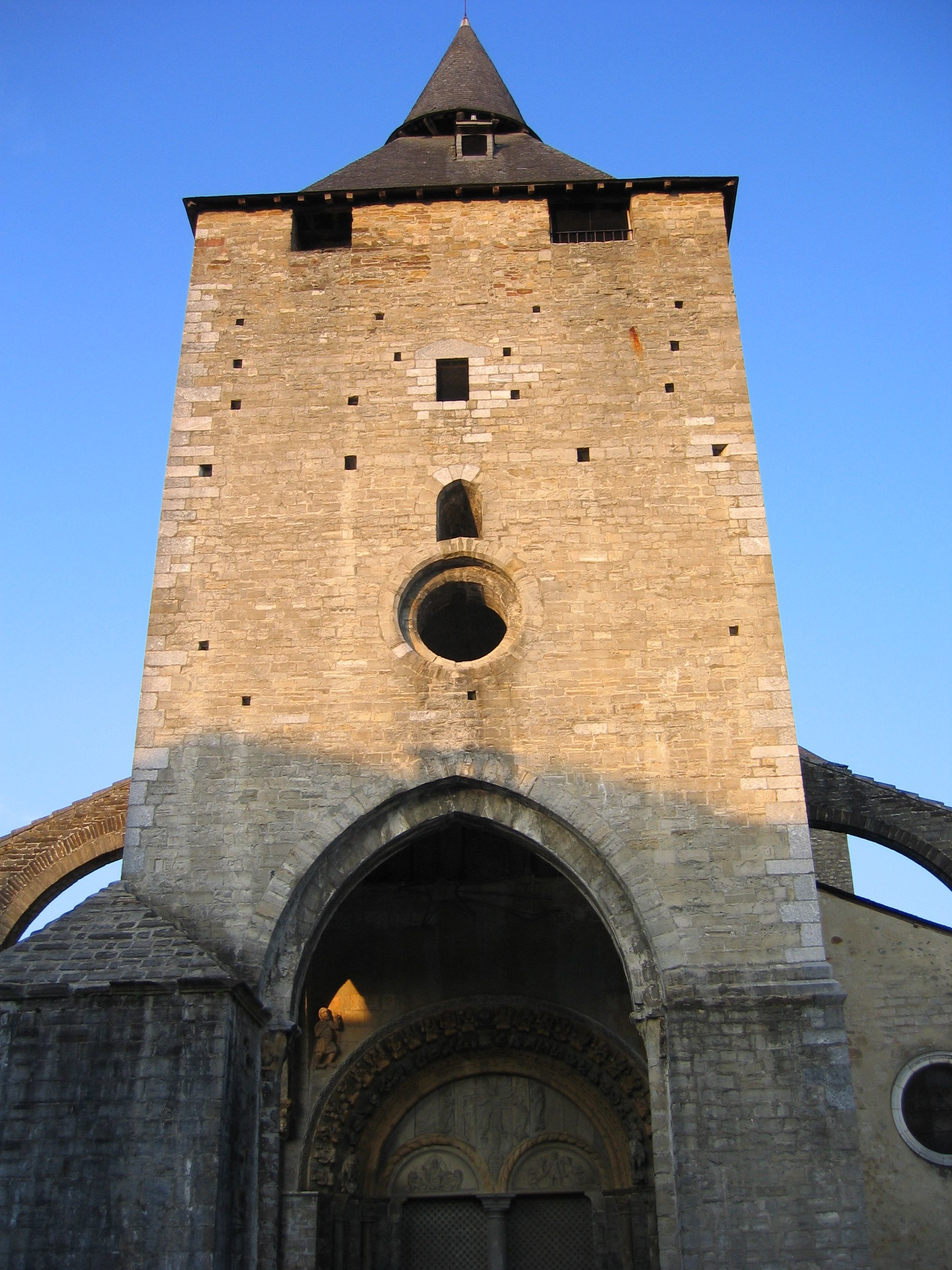
Cathédrale Sainte-Marie.

## Géographie
Le village se situe à la naissance des trois vallées du Haut-Béarn : la vallée d'Aspe, la vallée d'Ossau et la vallée de Barétous.

## Toponymie
Le toponyme Oloron apparaît pour la première fois sous la forme
Iluro (sur une borne milliaire). Iluro vient du basque ili (ville) et ur (eau) et serait donc la « ville des eaux » car Oloron se trouve à la confluence de deux rivières. 
Puis sous les formes civitas Lurunensium : Elarona et civitas Elloronensium : Elinia (notice des provinces), 
Oloro civitas (506, concile d'Agde), 
Loron (1009, cartulaire de Saint-Sever), 
Elloreus (1073, inscription de Moissac), 
Holorna (vers 1080, cartulaire de Morlaàs), 
Eleron (XIe siècle, cartulaire de Bigorre), 
Oleron (1208, titres de Barcelone), 
Olero (1212, synode de Lavaur), 
Pagus Oloronensis (1235, réformation de Béarn), 
Sent-Grotz d'Oloron (1271, notaires d'Oloron), 
Oleiron (1286, registres de Bordeaux), 
Olaro (XIIIe siècle, chronique des Albigeois), 
Diœcesis Oleronensis (1289), 
Oloronium (1290, titres de Béarn), 
Oloroo (1343, notaires de Pardies), 
Oron (XIVe, Jean Froissart, livre III), 
le Loron (1442, contrats de Carresse) et 
Oleron (1801, Bulletin des lois).
Son nom béarnais est Aulouroû.

## Histoire
Création romaine au Ier siècle de notre ère sur la voie du col du Somport, elle doit son nom, Iluro, aux peuples aquitains de langue proto-basque. Sous les Romains, la ville était beaucoup plus qu'un village, elle était le centre d'un district, divisé en "pagi", genres de cantons divisés à leur tour en "vici" ou bourgade. Ces termes ont survécu sous la forme de "pays" et "vic".
Établie pour l'essentiel à Sainte-Marie sur la terrasse alluviale sur laquelle sera établie la future cathédrale, c'est aussi une citadelle dotée de remparts sur la butte de Sainte-Croix d'Oloron. Le promontoire de Sainte-Croix en est l'oppidum. En 506, Gratus, premier évêque connu assiste au Concile d'Agde et devient saint Grat, dont la fête est aujourd'hui encore célébrée à l'automne.
Les grandes invasions vont plonger l'histoire d'Iluro dans l'oubli. Mais vers 1058, il semblerait que quelques habitats aient subsisté car l'évêque Étienne de Lavedan s'installe sur la terrasse alluviale où se dresse encore une chapelle dédiée à la Vierge. En 1080, le vicomte Centulle V le Jeune vient bâtir la nouvelle ville d'Oloron (nom médiéval dérivé d'Iluro) sur l'ancien oppidum romain.
En ces temps médiévaux, aucun autre emplacement ne pouvait être plus sûr que ce promontoire bordé sur les côtés est-ouest par des cours d'eau. Ce vicomte incite les populations à venir résider et commercer à Oloron en instaurant des privilèges juridiques et économiques contenus dans l 'acte de « poblacion » (ou peuplement), privilèges qui seront repris et renforcés en 1220 créant ainsi le For d'Oloron, le plus ancien du Béarn.
Entretemps, l'ancienne cité d'Iluro renaît de ses cendres et porte désormais le nom de sa cathédrale, Sainte-Marie.
Les descendants du vicomte s'employèrent à la construction des monuments à leur retour de la Reconquista ou des Croisades. Cependant, en 1214, Gaston VI Moncade dut céder les terres de Sainte-Marie, puis plus tard, celles des villages environnants aux évêques, car il était compromis avec les Albigeois hérétiques.
En 1385, Oloron comptait 366 feux.
On assiste alors à une séparation des deux parties : Oloron, ville vicomtale et Sainte-Marie, ville épiscopale, qui deviennent rivales durant huit siècles environ, Sainte-Marie demeurant économiquement dépendante d'Oloron. Au XIIIe siècle, profitant de la croisade des Albigeois, l'évêque obtient la seigneurie sur Sainte-Marie et son hameau de Saint-Pée ; Oloron fait élargir ses privilèges avec son for, puis se voit dotée d'une enceinte et de deux ponts. Aux XIVe siècle et XVe siècle, elle obtient droit de marché et de foires et sa croissance aboutit à la création de faubourgs. C'est bientôt la capitale économique du Béarn, grâce à son commerce de transit avec l'Espagne et à l'essor de son artisanat textile.
Les Guerres de religion puis la Révolution suspendent à deux reprises cette prospérité. La rivalité entre les deux villes ne prend fin qu'avec la réunion de Sainte-Marie à Oloron, imposée en 1858 par le Second Empire, favorisant l'arrivée du chemin de fer en 1883 et la substitution de l'industrie à l'artisanat.
Du 11 octobre 1795 au 20 mars 1796, Oloron eut le statut de chef-lieu du département des Basses-Pyrénées que détenait Pau, qui avait succédé à Navarrenx.

## Démographie
| 1793  | 1800  | 1806  | 1821  | 1831  | 1836  | 1841  | 1846  | 1851  |
| ----- | ----- | ----- | ----- | ----- | ----- | ----- | ----- | ----- |
| 5 664 | 5 515 | 5 975 | 6 328 | 6 458 | 6 620 | 6 804 | 6 530 | 6 388 |

## Culture et patrimoine

### Patrimoine civil
- la tour de Grède classée aux monuments historiques en 1943[13] date du Moyen Âge.
- l'ancien hôtel de ville et prison est classé aux monuments historiques en 1987[14].
- l'immeuble de la rue Pomone, XVIIe siècle est inscrit partiellement aux monuments historiques en 1943[15].
- les remparts.

### Patrimoine religieux
- la cathédrale Sainte-Marie[16]. Son orgue de tribune[17] est classé aux Monuments historiques ;
- l'église Sainte-Croix d'Oloron[18] ;
- l'église Notre-Dame[19] date de la fin du XIXe siècle. L'orgue[20] Cavaillé-Coll qu'elle possède est classé, Pierre Pincemaille a joué à la suite de la dernière restauration de l'orgue, pour le concert d'inauguration ayant eu lieu le 17 novembre 2012[21] ;
- l'église Saint-Pierre[22] date du XIXe siècle ;
- l'ancien séminaire Sainte-Marie[23] date du XVIIIe siècle et est inscrit aux monuments historiques depuis 1976 ;

## Personnalités liées à la commune
- Joseph Pémartin, né le 19 janvier 1754, mort le 25 novembre 1842 à Oloron, homme politique, député des Basses-Pyrénées.